# Georg Ludwig Freed

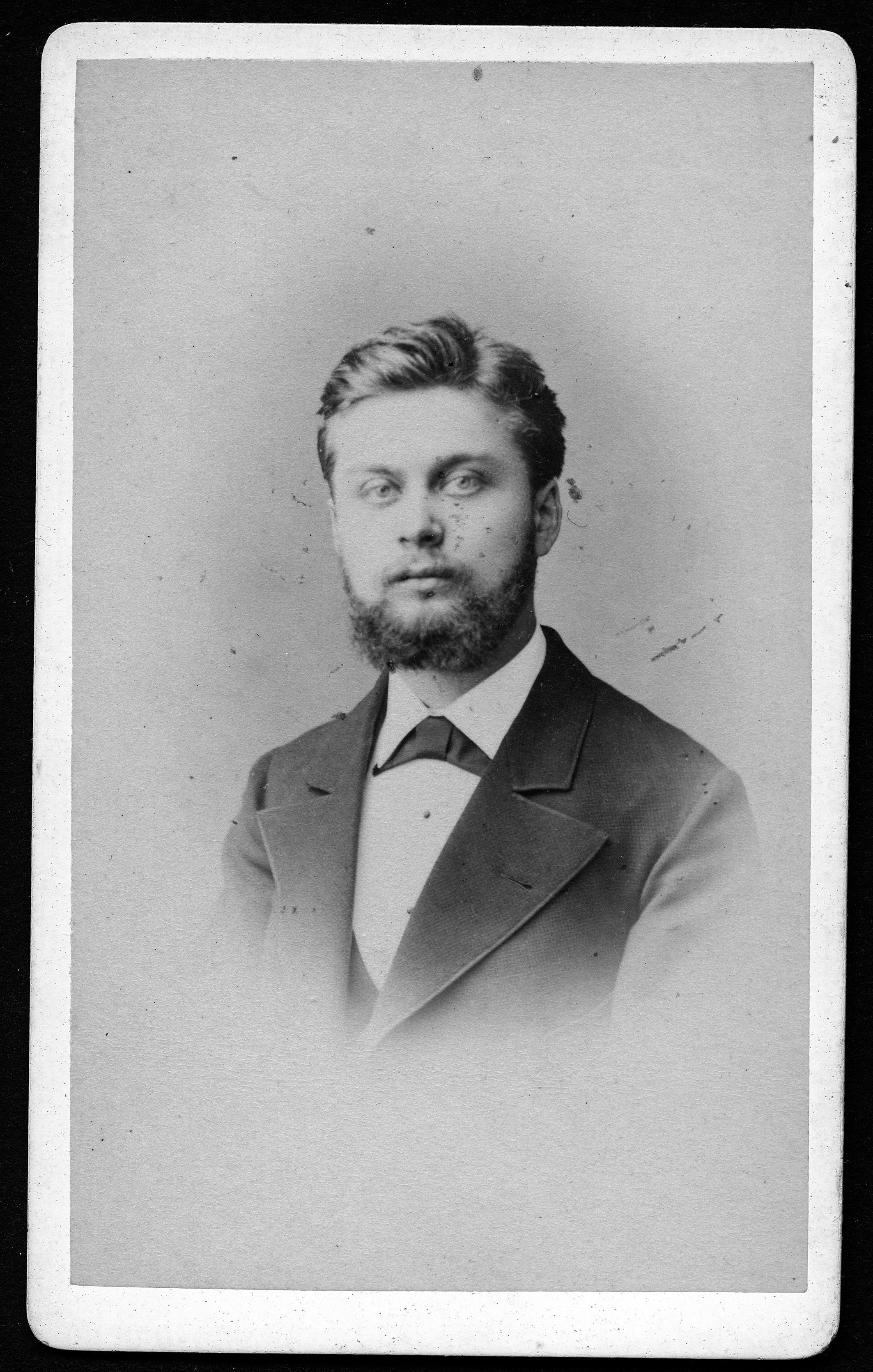
Georg Freed in jungen Jahren

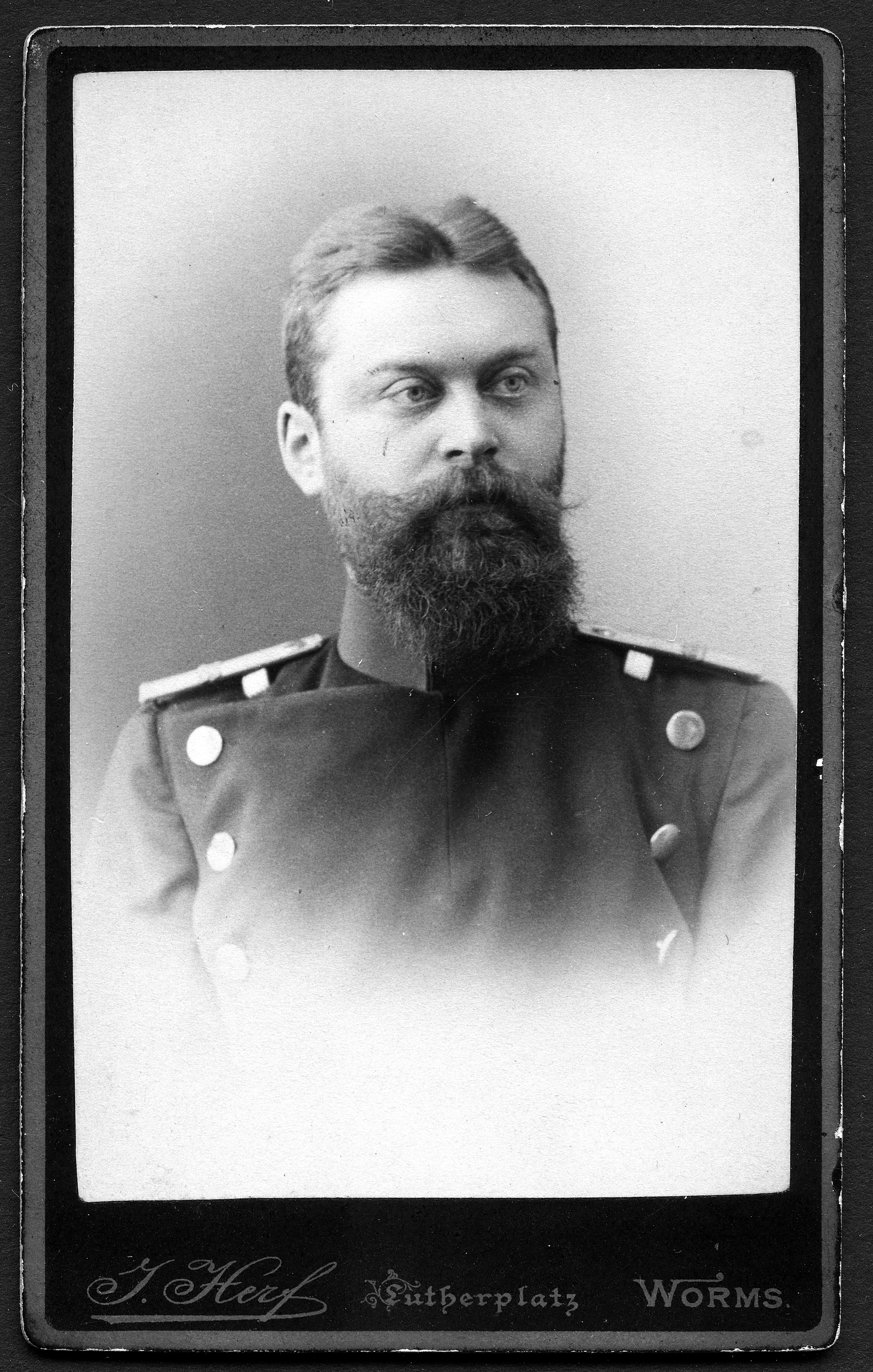
Architekt Georg Freed

Georg Ludwig Freed (* 26. November 1858 in Worms; † 14. Februar 1936 ebenda) war ein deutscher Architekt.

## Leben
Georg Ludwig Freed besuchte von 1865 bis 1875 die Realschule Worms. Ab 1875 nahm er Privatunterricht in Sprachen und höherer Mathematik, studierte acht Semester als ordentlicher Student an der Technischen Hochschule Darmstadt und belegte auch die für den Staatsdienst vorgeschriebenen Fächer. 1879 legte er seine Schlussprüfung ab und arbeitete danach auf diversen großen Baustellen in Deutschland.
Zwischen 1881 und 1888 widmete er sich weiterer, auch künstlerischer Ausbildung und arbeitete in verschiedenen Architekturbüros in München, Berlin und Hamburg. Ab März 1888 verbrachte er einen längeren Studienaufenthalt in Italien, ab Herbst 1888 war er in Worms teils mit Bearbeitung seiner Studien, teils mit Wettbewerbsentwürfen beschäftigt. Ab Sommer 1889 arbeitete er im Dienst der Stadt Mannheim, ab Sommer 1893 war er dort als freiberuflicher Architekt tätig. Von 1914 bis 1918 war er Reserveoffizier im Einsatz bei der Postüberwachungsstelle Lörrach. Von 1918 an lebte Freed wieder in Worms als „Privatmann“, im elterlichen Haus Wollstraße 28 mit seiner Schwester Barbara, wo er am 14. Februar 1936 starb.

## Bauten (Auswahl)
- 1889: Neubau der Oberrealschule an der Ringstraße in Mannheim (Monumentalbau mit schwierigen Gründungsverhältnissen)
- 1903–1906: Villa für Wilhelm Rohn in Mannheim (Oststadt), Mollstraße 58 / Kolpingstraße[2]
- 1897–1899: Verbindungshaus der Akademischen Turnerschaft Normannia in Jena
- Villa Köhler in Heidelberg, Hausackerweg 20

## Nachlass
In ihrem gemeinsamen Testament stifteten Georg Ludwig Freed und seine Schwester Barbara der Stadt Worms Unterlagen, die 1942 von dem damaligen Museum bzw. den städtischen Kulturinstituten übernommen wurden. Das Material der „Stiftung Freed“ umfasst persönliche Briefe, Postkarten und Papiere, Tagebücher, Dokumente sowie handwerklich-künstlerische und familiengeschichtliche Unterlagen (insbesondere von 1850 bis 1935). Einen großen Teil nimmt der eigentliche Architektennachlass Freed ein (Entwürfe, Zeichnungen, Karten, Pläne, Zeitungen, insbesondere aus den Jahren 1889/93 und 1914).

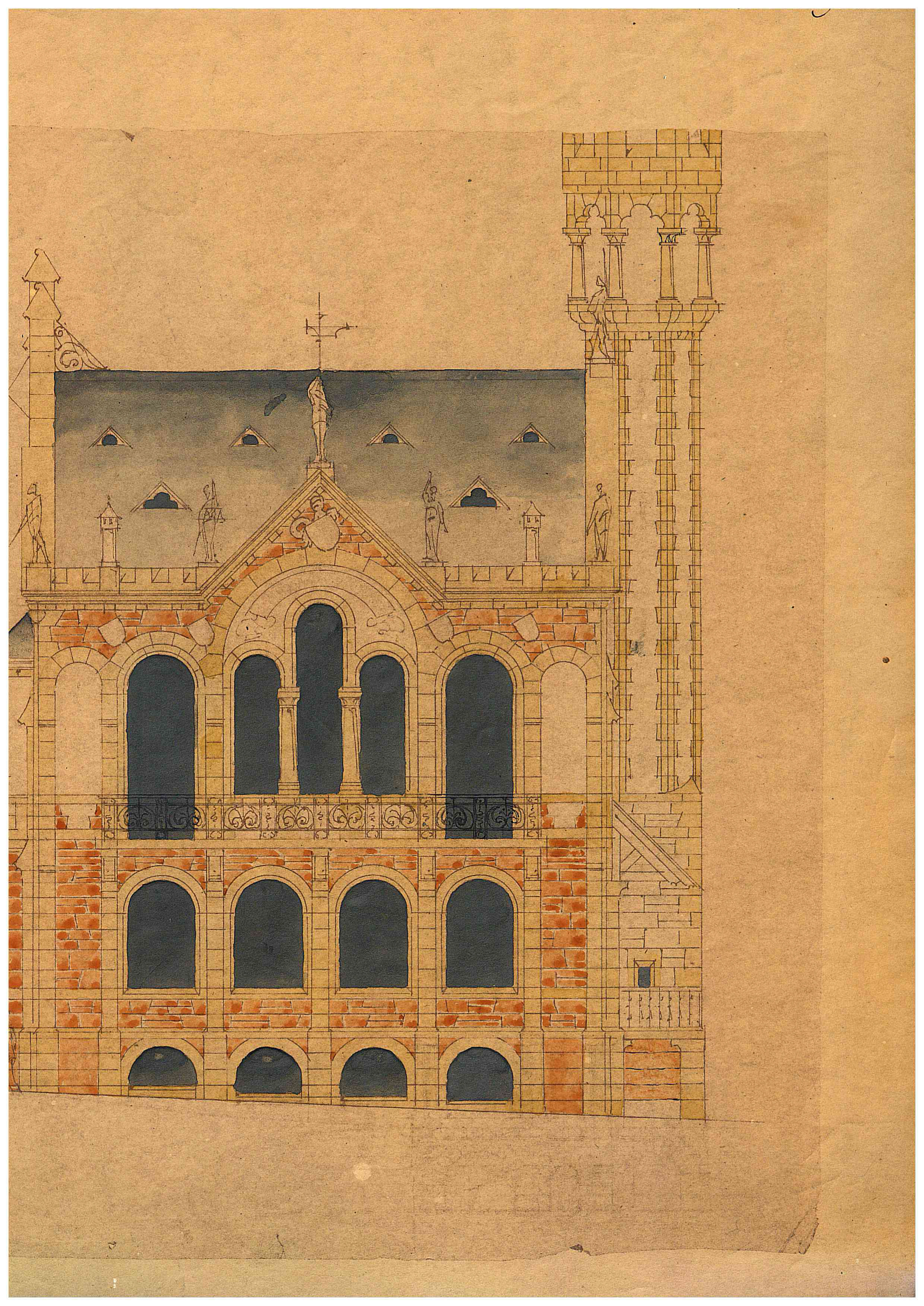
Normannen-haus, Ostseite
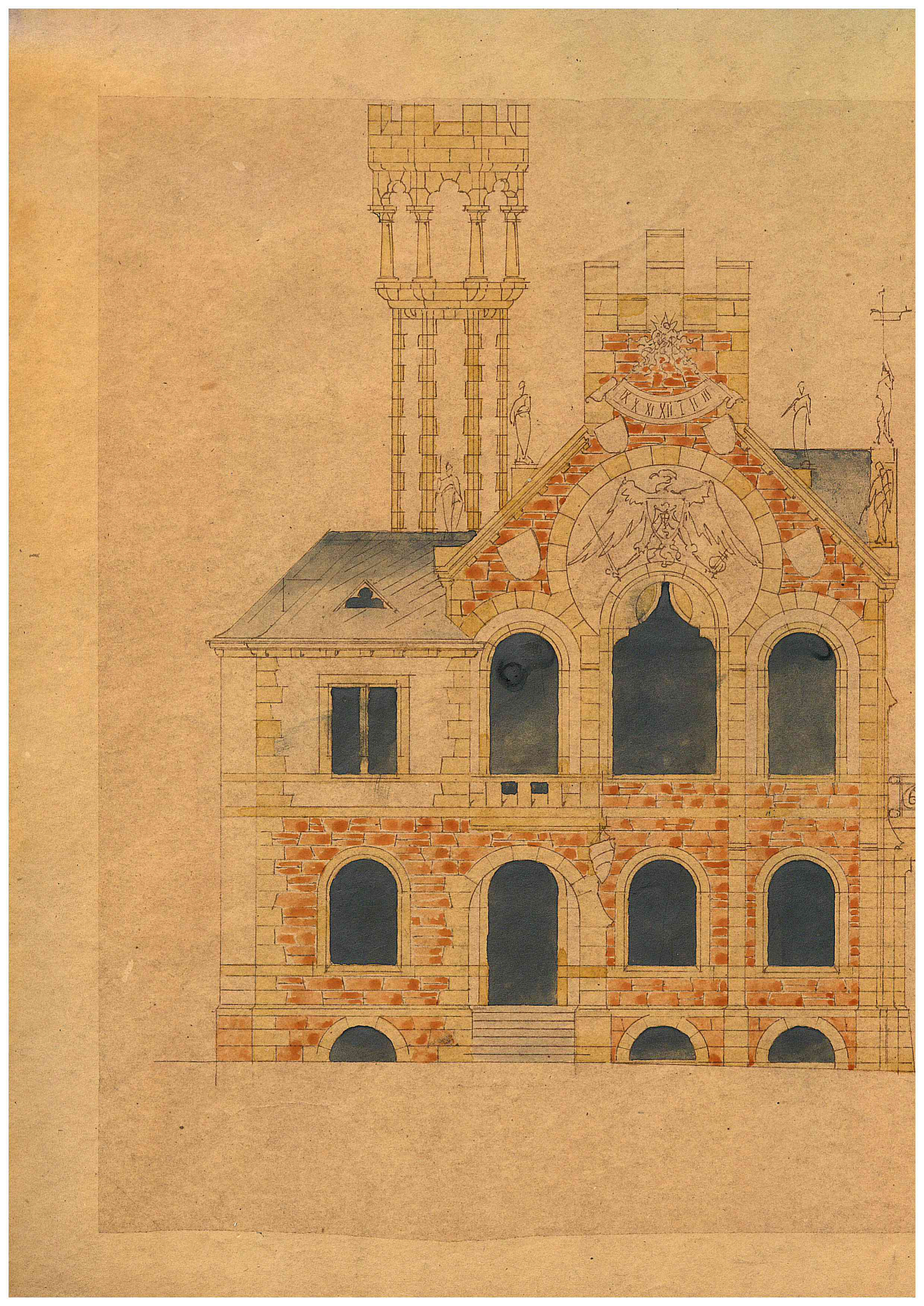
Normannen-haus, Südseite
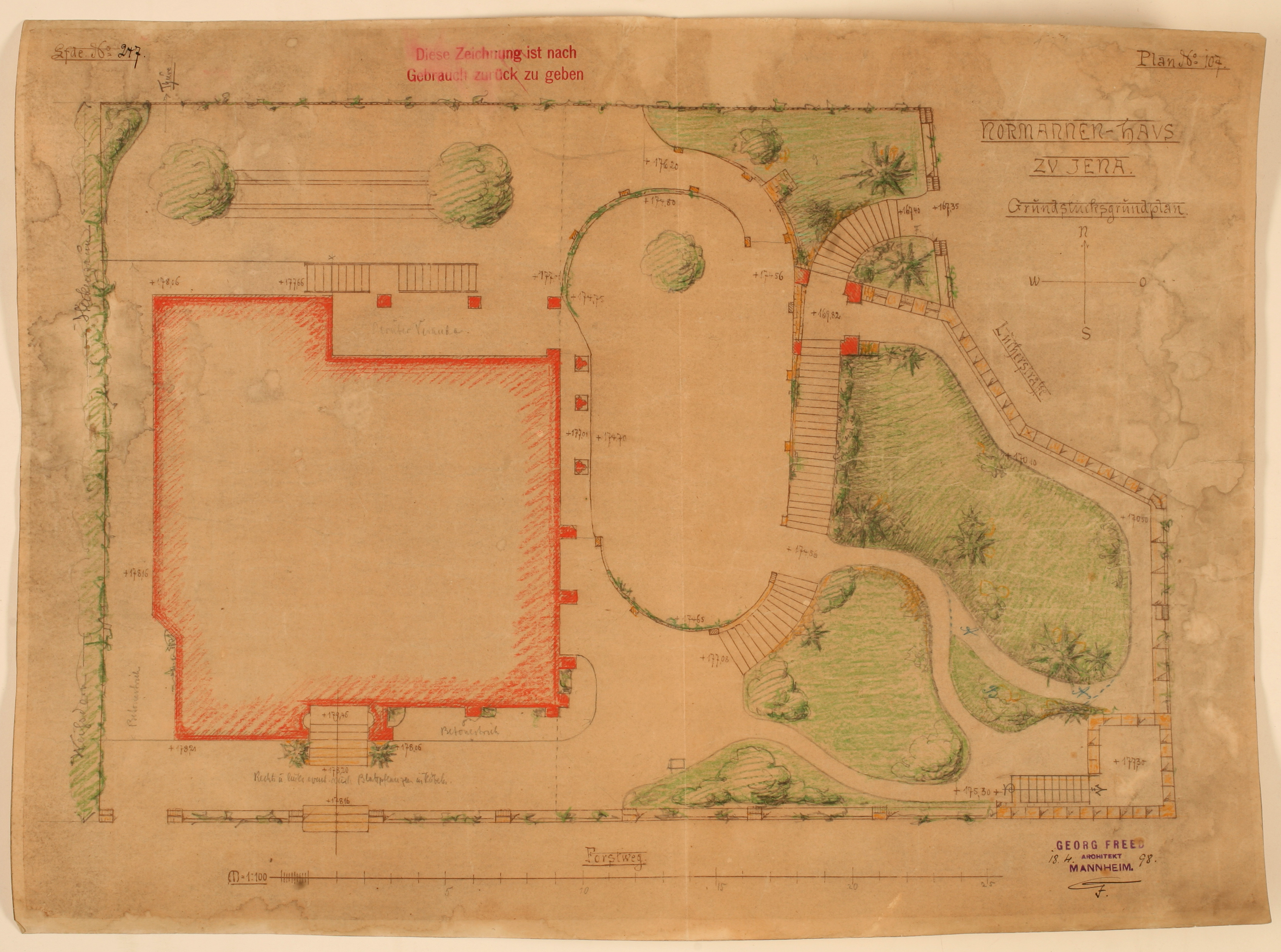
Lageplan zum Baugesuch für das Normannenhaus in Jena